# Пугачов (аеродром)
Пугачов — військовий аеродром у Саратовській області, поблизу однойменного міста Пугачов. Використовується як навчальний

## Історія
На аеродромі раніше базувався 626-й навчальний вертолітний полк (Мі-24, Мі-8), що належав Сизранському військовому інституту. Восени 2011 року полк було розформовано; п'ять гелікоптерів Мі-24 разом з екіпажами та обслуговуючим персоналом перебазовані на військовий аеродром «Сизрань-Троєкуровка», один гелікоптер — на військовий аеродром Сокіл поблизу Саратова. Решту персоналу полку (800 осіб військовослужбовців та цивільного персоналу) було звільнено.
Станом на 2013 рік, існували плани повернення Сизранському вертолітному училищу статусу самостійного навчального закладу та формування знову гелікоптерного полку в Пугачові.
Аеродром використовується також як посадковий майданчик для авіаційних робіт на літаках Ан-2 і вертольотах. У 1980-х роках сюди виконувались рейси на літаках Л-410 з Саратова ; їх було припинено у 1992 році.
Між 1992 і 2010 роками на аеродромі базувався 325-й окремий вертолітний полк оснащений Мі-8, Мі-6 і Мі-26.
У 2016 на аеродромі відновились польоти курсантів.